# Margareta Törngren
Margareta Törngren, född Ohrlander 21 juli 1935 i Sankt Görans församling i Stockholm, är en svensk bibliotekarie, administratör och skribent. Hon är sedan 2012 den första kvinnliga sekreteraren i Sällskapet De 17 bildat 1887.

## Biografi
Efter att ha arbetat som lärare studerade hon vid Statens biblioteksskola och blev den första PR-bibliotekarien på Lidingö stadsbibliotek och därefter informationschef på Stockholms stadsbibliotek. Som ledamot av Sveriges Allmänna Biblioteksförening, numera Svensk biblioteksförening, hade hon olika uppdrag och var 1983–1985 dess vice ordförande. Som representant för de nordiska ländernas biblioteksföreningar ingick hon IFLA:s Executive board 1985–1991 och var 1990 generalsekreterare för IFLA:s världskongress på Älvsjömässan i Stockholm. Hon har varit biträdande borgarrådssekreterare i Stockholms stadshus och därefter avdelningsdirektör vid administrationen vid Stockholms universitetsbibliotek. Som biblioteksråd från 1996 vid Kungliga biblioteket fick hon i uppdrag att handleda införande av ett lokalt datasystem, benämnt Regina. Hon var 2004–2008 ordförande i Biblis, Kungl. Bibliotekets vänförening.

## Familj
Margareta Törngren är gift sedan 1959 med Anders Törngren (född 1936), son till direktören Eric Törngren och Else-Marie Pettersson. Tillsamman har de två söner.

## Utmärkelser
- 1986 Bokhandlarnas stipendium och Gunnar Josephsons-utmärkelsen, insatser för böcker och läsning.
- 1989 Folkbildningsförbundets förtjänsttecken för många insatser inom Svensk Folkbildning.
- 1991 Bengt Hjelmqvists pris för främjande av folkbiblioteken
- 1991 IFLA-Plakett för befrämjande av biblioteksutveckling i IFLA Executive Board